# Saurauia bicolor
Saurauia bicolor är en tvåhjärtbladig växtart som beskrevs av Elmer Drew Merrill. Saurauia bicolor ingår i släktet Saurauia och familjen Actinidiaceae. Inga underarter finns listade i Catalogue of Life.